# Plan de Texcoco
El Plan de Texcoco fue un pronunciamiento político proclamado el 23 de agosto de 1911 por Andrés Molina Enríquez.  Su objetivo era desconocer el gobierno del presidente  interino Francisco León de la Barra, así como la autoridad de los gobiernos de los estados, del Distrito Federal y de los territorios de México.

## Contexto histórico
El 20 de noviembre de 1910, a consecuencia de la proclamación del Plan de San Luis de Francisco I. Madero, inició la Revolución mexicana. Meses más tarde, los levantamientos en diversas partes del país obligaron al presidente Porfirio Díaz a renunciar a la presidencia. Se convocaron elecciones, mientras tanto, Francisco León de la Barra ejerció el cargo de presidente interino del 25 de mayo al 6 de noviembre de 1911.  
Tres años antes, Andrés Molina Enríquez había publicado el libro Los grandes problemas nacionales  el cual había influido a un segmento de los revolucionarios. La obra enunciaba como un problema primordial la cuestión agraria. Sus propuestas habían sido originalmente dirigidas al régimen porfirista, con el triunfo inicial de la revuelta maderista, Molina Enríquez solicitó al secretario de Gobernación, Emilio Vázquez Gómez, atender de forma urgente el problema agrario, pero sus peticiones no tuvieron respuesta por parte del nuevo gobierno. Vázquez dejó su cargo el 2 de agosto de 1911, paralelamente sus relaciones con Madero se habían deteriorado. 
Ante estas expectativas, Molina Enríquez se decidió a proclamar el Plan de Texcoco veintiún días más tarde.  Su objetivo era desconocer al gobierno interino para sustituirlo por un gabinete provisional, de esta forma se reavivaría la revolución. Sin embargo la intención primordial de Molina Enríquez se mantuvo, el plan contenía un decreto anexo por medio del cual se declaraba como utilidad pública "la expropiación parcial de todas las fincas rurales cuya extensión superficial excediera de 2000 hectáreas".

## Contenido
El plan estuvo basado en diez puntos, los cuales tenían como objetivos:
- 1. Desconocer la presidencia interina de León de la Barra
- 2. Molina Enríquez asumiría las funciones del Poder Legislativo y del Poder Ejecutivo de forma provisional y transitorio.
- 3. Formar un triunvirato o consejo que asumiría al gobierno de la nación, sus miembros posibles serían Emilio Vázquez Gómez, Manuel Bonilla, los generales Pascual Orozco, Emiliano Zapata, Camerino Mendoza, Rafael Tapia o el señor Paulino Martínez.
- 4. En caso de morir alguno de los miembros, los restantes elegirían al tercero.
- 5. En cada entidad se nombrarían comandantes militares adheridos al plan.
- 6. En cada entidad los comandantes militares disolverían a los poderes legislativos y ejecutivos locales.
- 7. Los comandantes militares acatarían las leyes dictadas provenientes del plan revolucionario de Texcoco.
- 8. Molina Enríquez asumiría la responsabilidad para con la nación y las naciones extranjeras, siendo la revolución la que cuidaría la vida e intereses de los extranjeros residentes en México.
- 9. Todas las leyes generales y locales seguirían vigentes hasta que fueran derogadas. Se convocaría a elecciones para renovar a los poderes legislativos y ejecutivos.
- 10. Se dictarían las disposiciones necesarias para formar el Consejo, el cual proveería las necesidades del gobierno federal.

## Reacciones y consecuencias
El plan no tuvo éxito, por órdenes del presidente interino, Molina Enríquez fue aprehendido y encarcelado en la prisión de Lecumberri. Fiel a sus convicciones reconoció su derrota, aunque se ufanó de haber llamado, al menos, la atención nacional. La cuestión agraria sería retomada por el Plan de Ayala proclamado por Emiliano Zapata el 28 de noviembre de 1911.
Años más tarde, Molina Enríquez colaboró en la redacción del artículo 27 de la Constitución Política de los Estados Unidos Mexicanos de 1917, el cual regula el manejo de las tierras y recursos del territorio nacional.